# Georg Böhm (Komponist)
Georg Böhm (* 2. September 1661 in Hohenkirchen; † 18. Mai 1733 in Lüneburg) war ein deutscher Organist und Komponist des Barocks. Er ist ein bedeutender Vertreter der Norddeutschen Orgelschule.

## Leben
Georg Böhm erhielt von seinem Vater, einem Lehrer und Organisten, die erste musikalische Ausbildung. Nach dem Tode des Vaters im Jahre 1675 besuchte er die Lateinschule in Goldbach und danach das Gymnasium in Gotha, auf dem er im Jahre 1684 seinen Abschluss machte.
Nach dem Studium in Jena hielt er sich zunächst einige Jahre in Hamburg auf und war danach als Organist an der Kirche St. Johannis in Lüneburg tätig. In dieser Zeit war Johann Sebastian Bach in Lüneburg Freischüler des Michaelis-Klosters und sang als Diskantist im Mettenchor. Böhms Einfluss auf Bachs frühe Orgelwerke und Klaviersuiten lässt sich stilkritisch vermuten, doch nicht belegen.
Die Stelle des Organisten hatte Böhm bis zu seinem Tod im Jahre 1733 inne.
Im Jahre 2006 im Altbestand der Weimarer Herzogin-Anna-Amalia-Bibliothek entdeckte Abschriften von Orgelwerken auf Papier mit Böhms Wasserzeichen legen nahe, dass sie der 15-jährige Johann Sebastian Bach für den Orgelunterricht bei Georg Böhm verfertigt hat.

## Werke
Böhm schrieb Kantaten, Motetten, Klavier- und Orgelwerke; bekannt sind insbesondere seine reich verzierten Choralbearbeitungen. Als verschollen gilt die textlich Johann Christopher Jauch zugeschriebene Lukas-Passion des Komponisten. Möglicherweise von Böhm stammt die lange Zeit Georg Friedrich Händel zugeschriebene Johannes-Passion.